# La Península
La Península är en ort i Mexiko.   Den ligger i kommunen Cárdenas och delstaten Tabasco, i den sydöstra delen av landet, 600 km öster om huvudstaden Mexico City. La Península ligger 28 meter över havet och antalet invånare är 1 516.
Terrängen runt La Península är mycket platt. Runt La Península är det ganska tätbefolkat, med 60 invånare per kvadratkilometer. Närmaste större samhälle är Cárdenas, 6,6 km norr om La Península. Trakten runt La Península består till största delen av jordbruksmark.